# Tetipac
Tetipac é um município do estado de Guerrero, no México.